# Aérodrome de Lessay
L’aérodrome de Lessay ou aérodrome Charles-Lindbergh (code OACI : LFOM) est un aérodrome civil, ouvert à la circulation aérienne publique (CAP), situé à 2,5 km au sud-est de Lessay dans la Manche (région Normandie, France)
Il est utilisé pour la pratique d’activités de loisirs et de tourisme (aviation légère et aéromodélisme).

## Histoire
Le 24 septembre 1922, un buste de l’écrivain Rémy de Gourmont doit être inauguré à Coutances. Louise Faure-Favier, journaliste au journal parisien Le Temps, eut l’idée de survoler la cérémonie par un avion qui déverserait sur la ville des milliers d’exemplaires d’un poème de cet auteur intitulé La Forêt . Le samedi 23 septembre 1922, elle part du Bourget à bord d’un avion Farman F-90. En l’absence d’aéroport, l'avion se pose sur le champ qui accueille habituellement la foire Sainte-Croix.
L’atterrissage est difficile et l'appareil doit subir une réparation avant de pouvoir repartir. Ce n'est que deux jours plus tard qu'une pièce de rechange et un mécanicien ont pu être acheminés de Paris.
Durant cette immobilisation de l’avion, Louise Faure-Favier visite la commune et va rencontrer le maire de l’époque, M. Fauvel afin de lui faire part de l'idée de construire dans la commune un aérodrome qui desservirait tout le Cotentin.
M. Fauvel est favorable à cette idée mais demande que l’ordre vienne du gouvernement. Le lendemain, l’avion repart pour Paris, après avoir lâché environ 3 000 poèmes sur Coutances.
Porteuse d’une lettre du maire, Louise Faure-Favier entreprend des démarches auprès de l’administration pour obtenir les crédits nécessaires à l’aménagement d’un terrain.
Laurent Eynac, sous-secrétaire d’État à l’aéronautique et aux Transports aériens , approuve cette réalisation qui permet de servir d’escale pour les avions de la Marine entre Paris et Cherbourg.
Des pourparlers s’engagent entre la Marine et la commune pour l’acquisition d’un terrain. La délibération du conseil municipal du 6 novembre 1923 reconnaît  le grand avantage qui résulterait pour le commerce local de la création d’un camp d’aviation à Lessay La vente de 88 hectares de lande est acceptée, au prix de 350 francs pour un hectare et le 2 décembre 1923, le conseil municipal autorise la Marine à prendre possession du terrain.
Les aménagements se poursuivent jusqu'en mai 1925, date à laquelle l’aérodrome devient fonctionnel.
Le 4 juin 1927, après avoir fait la tournée des capitales européennes pour célébrer sa traversée l’Atlantique-Nord de New-York à Paris avec son avion, le mythique Spirit of Saint-Louis, Charles Lindbergh atterri à Lessay à bord d’un Bréguet pour son dernier arrêt en Europe avant de rentrer aux États-Unis. Son avion se pose à 11 h 45 au camp d’aviation de Lessay, où il est reçu par l’Amiral Renault et par Paul Jeanson, maire de Lessay avant de rejoindre Cherbourg par la route où l'attend le croiseur USS Memphis qui doit le ramener aux États-Unis.
En souvenir de ce passage, l'aérodrome est baptisé, le 24 août 1980 , « Aérodrome Charles Lindbergh ».

## Installations
L’aérodrome dispose d’une piste en herbe orientée est-ouest (06/24), longue de 1 250 mètres et large de 80.
L’aérodrome n’est pas contrôlé. Les communications s’effectuent en auto-information sur la fréquence de 128,925 MHz.
S’y ajoutent :
- une aire de stationnement ;
- des hangars ;
- une station d’avitaillement en carburant (100LL)[4].

## Activités
- Centre aéronautique de Lessay
- ULM Club de Lessay (UCL)